# Peccatum
Peccatum je bio norveški avangardni metal sastav. Među njegovim utjecajima nalazili su se black metal, progresivni metal, industrijalna glazba, simfonijski metal i gothic metal, ali i klasična te suvremena klasična glazba.
Ime grupe u prijevodu s latinskog jezika znači "grijeh".

## Povijest
Peccatum su 1998. godine osnovali Ihriel (Heidi Solberg Tveitan), njen suprug Ihsahn (poznat kao član black metal grupe Emperor) te njen brat Lord PZ. Godinu dana poslije sastav objavljuje svoj debitantski album Strangling from Within; navedeni je album objavila diskografska kuća Candlelight Records. Sljedeće godine bio je objavljen prvi EP grupe Oh, My Regrets, nakon kojeg je uslijedio drugi studijski album, Amor Fati, posljednji album koji je objavio Candlelight. Godine 2004., ubrzo nakon što ju je Lord PZ napustio, skupina je objavila svoj konačni studijski album, Lost in Reverie, na kojem je krenula klasičnijim i avangardnijim glazbenim smjerom.
Lost in Reverie i naknadni EP The Moribund People objavila je diskografska kuća Mnemosyne Productions koju predvode Ihriel i Ihsahn.
Dana 4. ožujka 2006. Peccatum se raspao te se Ihsahn posvetio svojem samostalnom glazbenom radu, a Ihriel svojem projektu Starofash.

## Diskografija
Studijski albumi
- Strangling from Within (1999.)
- Amor Fati (2000.)
- Lost in Reverie (2004.)

EP-ovi
- Oh, My Regrets (2000.)
- The Moribund People (2005.)

## Članovi sastava
| Konačna postava - Ihsahn – vokali, gitara, bas-gitara, klavijature, programiranje (1998. – 2006.) - Ihriel – vokali, elektronika, klavijature, programiranje (1998. – 2006.) | Bivši članovi - Lord PZ – vokali (1998. – 2004.) |

## Vanjske poveznice
- Mnemosyne Productions